# Karl Fiehler

Karl Fiehler

Karl Fiehler im Alter von 15 Jahren (Nr. 5) mit Eltern und Geschwistern – darunter Werner Fiehler (Nr. 1), Gerhard Fiehler (Nr. 2) und Otto Fiehler (Nr. 3)

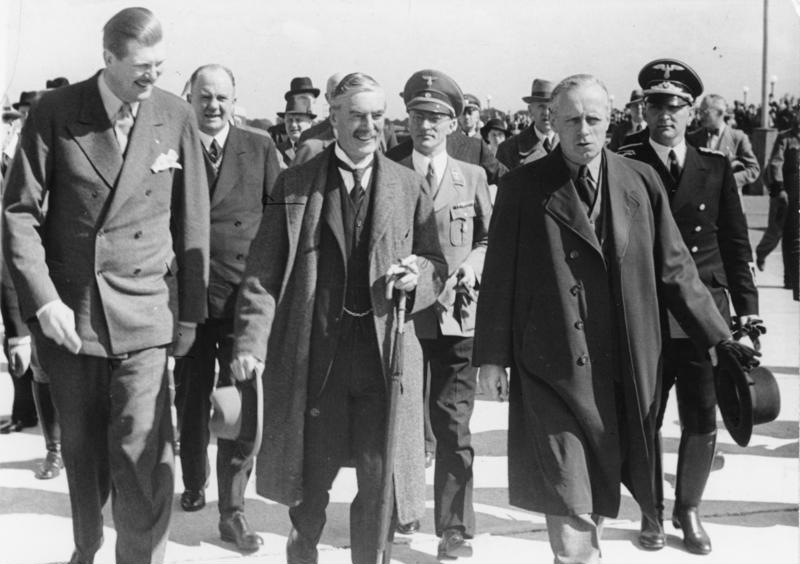
Karl Fiehler (zweite Reihe, helle Uniform, zwischen Neville Chamberlain und Joachim von Ribbentrop) beim Münchner Abkommen 1938

Karl Fiehler (* 31. August 1895 in Braunschweig; † 8. Dezember 1969 in Dießen am Ammersee) war ein deutscher Politiker (NSDAP) und von 1933 bis 1945 Münchner Oberbürgermeister.

## Leben
Karl Fiehler war ein Sohn des Baptistenpredigers Heinrich Fiehler und dessen Ehefrau Emma, geborene Wulff. Er hatte vier Brüder und zwei Schwestern. Zu seinen Brüdern gehörte der Schriftsteller Werner Fiehler, ebenfalls Mitglied der NSDAP, der 1936/37 unter anderem wegen Urkundenfälschung für zwanzig Monate im KZ Dachau interniert wurde. Gerhard und Otto, zwei weitere Brüder Karl Fiehlers, hatten sich am Hitlerputsch 1923 beteiligt. Karl Fiehlers Bruder Johannes (auch Hans genannt) war hingegen als Pazifist ein Gegner des Nationalsozialismus.
Im Jahr 1902 übersiedelte Fiehler mit seinen Eltern nach München. Dort besuchte er die Realschule, durchlief eine kaufmännische Lehre bei der Münchener Diamalt AG und arbeitete ab 1914 in Schleswig-Holstein als Handlungsgehilfe. 1914 meldete sich Fiehler als Kriegsfreiwilliger, wurde aber wegen seiner schwächlichen Konstitution zunächst abgewiesen, bis er im Mai 1915 zur Armee einberufen wurde. Im Frühjahr 1917 beförderte man ihn zum Leutnant der Reserve. Nach einer Beinverletzung infolge von Kampfhandlungen wurde Fiehler in ein Münchner Lazarett eingewiesen. Seine Entlassung aus dem Bayerischen Heer erfolgte Ende 1918. Kurz zuvor hatte man ihn mit dem Eisernen Kreuz 2. Klasse (EK II) ausgezeichnet.
Noch im Dezember 1918 erhielt Fiehler eine Aushilfsstelle beim Münchner Einwohneramt und musste die ersten freien Wahlen im Januar 1919 vorbereiten helfen. Ab dem 19. März 1919 arbeitete er bei der Münchener Stadtverwaltung als Aushilfe in einer Lebensmittelkartenverteilstelle. 1919 schloss er sich einer Einwohnerwehr an  und stand der rechtsextremen Thule-Gesellschaft nahe. Im Februar 1922 wurde er verbeamtet, nachdem er die Prüfung für den mittleren Staats- und Gemeindeverwaltungsdienst erfolgreich abgelegt hatte. Zuvor war sein Antrag im Juli 1921 auf Verbeamtung noch gescheitert.
Noch vor seiner Entlassung aus dem Militärdienst heiratete Fiehler die Münchner Spediteurstocher Regina Kiendl. Aus ihrer Ehe gingen drei Töchter hervor: Regina (* 1919), Annemarie (* 1923) und Gertrud.

### Parteikarriere bis zur Machtergreifung
Fiehler trat bereits 1920 der NSDAP bei. Am 6. November 1923 wurde er Angehöriger des Stoßtrupps Hitler, der den NS-Führer schützen sollte. Am 8. und 9. November 1923 beteiligte er sich aktiv am gescheiterten Hitlerputsch, nach welchem der Stoßtrupp Hitler verboten wurde, aus dem jedoch 1925 die Schutzstaffel (SS) hervorging. Fiehler wurde am 28. April 1924 vom Volksgericht München I zu 15 Monaten Festungshaft in der Festung Landsberg und zu einer Geldstrafe von 30 Goldmark wegen Beihilfe zum Hochverrat verurteilt.
Von 1924 bis 1933 war er ehrenamtlicher Münchner Stadtrat und veröffentlichte 1929 im Münchner Eher-Verlag, dem zentralen Parteiverlag der NSDAP, die Grundzüge der NS-Kommunalpolitik in seinem 80-seitigen Buch Nationalsozialistische Gemeindepolitik. In den 1930er Jahren publizierte er mehrfach zu kommunalpolitischen Themen aus nationalsozialistischer Sicht.
Nach der Neugründung der NSDAP im Februar 1925 trat Fiehler der Partei zum 1. Juni 1925 erneut bei (Mitgliedsnummer 37) und wurde ihr Fraktionsvorsitzender. Obwohl weder Student noch Akademiker, wurde Fiehler auch Mitglied der 1923 gegründeten Wehrschaft Palaio-Germania München, einer schlagenden Studentenverbindung, die sich ausschließlich aus Anhängern des Nationalsozialismus rekrutierte.
Als „Alter Kämpfer“ (bzw. Angehöriger der „Alten Garde“) machte er eine steile Parteikarriere: Von 1927 bis 1930 war er Ortsgruppenleiter der NSDAP in München und von 1935 bis zum Ende der NS-Herrschaft im Frühjahr 1945 bekleidete er den Rang eines Reichsleiters der NSDAP, zunächst als Schriftführer, danach als Leiter des Hauptamtes für Kommunalpolitik. Er gehörte damit zum höchsten Führungszirkel der NSDAP und zu den engsten Mitarbeitern Adolf Hitlers in der Partei. Er war Mitglied der Akademie für Deutsches Recht. Innerhalb der SS (SS-Nummer 91.724) stieg Fiehler auf: Am 31. Juli 1933 wurde er Standartenführer, am 24. Dezember 1933 Oberführer und schließlich am 27. Januar 1934 SS-Ehrenführer des Oberabschnitts Süd im Rang eines SS-Gruppenführers. Am 30. Januar 1942 wurde er zum SS-Obergruppenführer befördert und war bis zum 9. November 1944 dem Stab RFSS von Heinrich Himmler zugeteilt.
Von 1933 bis 1945 war Karl Fiehler Mitglied des kompetenzarmen deutschen Reichstages. Von 1934 bis 1946 war er Mitglied des Senats der Kaiser-Wilhelm-Gesellschaft.

### Fiehler als Oberbürgermeister
Am 9. März 1933, dem „Tag der Machtergreifung“, besetzten zwei Alte Kämpfer das Direktorium des Münchner Rathauses und übernahmen die Stadtverwaltung. Christian Weber und Max Amann entrollten aus einem der oberen Fenster des Münchner Rathauses eine überdimensionale Hakenkreuzfahne. Zwar trotzte der Erste Bürgermeister Karl Scharnagl (BVP) an Münchens Stadtspitze noch für elf Tage den neuen Machthabern, aber am 20. März 1933 musste er „der Gewalt weichen“. Am 22. März 1933 ernannte Adolf Wagner, bayerischer NS-Innenminister und Gauleiter von München-Oberbayern, Karl Fiehler zunächst kommissarisch zum Ersten Bürgermeister.
Am 20. Mai 1933 erhielt Fiehler den Titel Oberbürgermeister. Innerhalb der NSDAP galt Fiehler als wenig robust in der Durchsetzung seiner Ziele. „Weder dem korrupten Strippenzieher Christian Weber noch dem maßlosen Hegemonialanspruch des Gauleiters Adolf Wagner vermochte Fiehler wirkungsvoll und dauerhaft etwas entgegenzusetzen.“.
1933 wurden die kommunalen Spitzenverbände gezwungen, den Einheitsverband Deutscher Gemeindetag zu gründen. Zu dessen Vorsitzenden wurde der Münchner Oberbürgermeister Fiehler bestimmt. Die Geschäftsstelle befand sich an der Alsenstraße in Berlin-Tiergarten. Im Verlauf einer Besprechung zwischen Hitler und Fiehler am 2. August 1935 erhielt München den neuen Titel „Hauptstadt der Bewegung“. Dieser sollte auf die Ursprünge der NSDAP in der bayerischen Metropole hinweisen.
In den 1930er Jahren wurden von Paul Ludwig Troost, der vor Albert Speer „Hofarchitekt“ Adolf Hitlers war, in München eine Reihe von Musterbauten der gigantomanen NS-Architektur errichtet. Es wurde eine grundlegende Umgestaltung Münchens beabsichtigt, die Karl Fiehler 1937 als Herausgeber des Bildbandes München baut auf. Ein Tatsachen- und Bildbericht über den nationalsozialistischen Aufbau in der Hauptstadt der Bewegung illustrieren wollte. Großprojekte wie die Verlegung des Hauptbahnhofs nach Laim kamen jedoch über das Planungsstadium nicht mehr hinaus.
1937 stiftete Fiehler im Stadtteil Mittersendling zum Gedächtnis Albanus Schachleiters den „Abt-Schachleiter-Platz“, der bis zur Entmilitarisierung 1945 Bestand hatte.
Durch großzügige Eingemeindungen in die Stadt München stieg unter Fiehler die Einwohnerzahl von 746.000 im Jahr 1936 auf 889.000 im Jahr 1943.
Um Christian Weber nach dem Tod von Karl Tempel am Zugriff auf das Amt des Zweiten Bürgermeisters zu hindern, verzichtete Fiehler vehement auf die Neubesetzung.
Unter Fiehler mussten gleich drei bedeutende Münchner Sakralbauten weichen. Im Jahre 1938 wurden die Hauptsynagoge, die Matthäuskirche und die Klosterkirche der Englischen Fräulein im Nordflügel von Schloss Nymphenburg abgerissen.
Fiehler setzte sich für die Steigerung des Tourismus ein. In seinem Rang als Reichsleiter konnte er dabei entscheidend mitwirken. Ergänzend bekleidete er dafür wichtige Posten. So war er Vorsitzender der Bayerischen Gemeindebank, Aufsichtsrat bei der Deutschen Lufthansa, der Deutschen Städte-Reklame GmbH und der Wirtschaftsberatung Deutscher Gemeinden AG.
Im Zweiten Weltkrieg gehörte Fiehler zu den Durchhaltestrategen. Nach schweren Luftangriffen versammelte er stets noch in der Nacht seinen Führungsstab in seiner Dienstvilla, dem Haus Thannhof in Harlaching. In den letzten Kriegstagen war er noch an der Niederschlagung der Freiheitsaktion Bayern beteiligt.

### Judenverfolgung in München
Wenn es um Aktionen gegen Juden ging, wurde München unter Karl Fiehler zum Vorreiter. Der erste planmäßige Boykott gegen jüdische Geschäfte im Frühjahr 1933 wurde von ihm ausgesprochen eifrig betrieben. Karl Fiehler ordnete den Laden-Boykott in vorauseilendem Gehorsam bereits für den 30. März an, während „offizieller“ Termin eigentlich der 1. April war. SA- und SS-Gruppen hatten bereits Anfang März 1933 jüdische Münchner Geschäftsleute terrorisiert und 280 von ihnen in „Schutzhaft“ genommen. Fiehler untersagte im selben Jahr – ohne legale Grundlage –, städtische Aufträge an „nichtdeutsche Firmen“ zu vergeben. SA-Posten beschmierten Schaufenster jüdischer Geschäfte mit der Aufschrift „Jude“ oder „Bin in Urlaub in Dachau“. Schaufenster wurden eingeschlagen und Kunden eingeschüchtert, indem sie von der SA angepöbelt, registriert und manchmal sogar fotografiert wurden. München beeilte sich auch besonders mit dem Abbruch jüdischer Gotteshäuser. Propaganda-Minister Joseph Goebbels ließ die Hauptsynagoge schon im Juni 1938 zerstören, um herauszufinden, ob die „arische“ Öffentlichkeit schockiert oder gleichgültig reagieren würde. Das apathische Verhalten der Bevölkerung ermutigte die Nazis zu neuen Exzessen.
Am 9. November 1938 versammelte sich im großen Saal des Alten Rathauses in München auf Einladung des Oberbürgermeisters Fiehler nahezu die gesamte NSDAP-Spitze zu einem Kameradschaftsabend. Eine wüste antisemitische Hetzrede von Joseph Goebbels war für die anwesenden SA- und Parteiführer das Signal für eine allgemeine Hetzjagd auf Juden. In der später euphemistisch als „Reichskristallnacht“ verharmlosten Pogromnacht wurden deutschlandweit zahlreiche Menschen getötet, gefoltert und verletzt. Der Verwüstung und Plünderung fielen viele jüdische Einrichtungen, Synagogen und Geschäfte zum Opfer.
Das Städtische Bestattungsamt in München verhielt sich unter Fiehler auf absurde Weise streng antisemitisch. Es weigerte sich, verstorbene Christen jüdischer Abstammung im Krematorium einzuäschern. Auch durften auf den Münchner Friedhöfen so genannte „Judenchristen“ in ihren eigenen, längst bestehenden Familiengräbern nicht mehr bestattet werden. Das Amt verwies die Angehörigen bürokratisch an die Israelitische Kultusgemeinde. Beim Begräbnis auf dem jüdisch-orthodoxen Friedhof war u. a. das Tragen des evangelischen Talars nicht mehr erlaubt. Johannes Zwanzger, der im Dezember 1938 zum Leiter der Münchner Hilfsstelle für nicht-arische Christen ernannt worden war, formulierte für den evangelisch-lutherischen Landeskirchenrat eine erfolglose Beschwerde an Oberbürgermeister Fiehler.
Der Entrechtung der Juden folgte im Zweiten Weltkrieg der Völkermord. Am 20. November 1941 fuhr der erste Deportationstransport mit 1.000 Juden von München nach Riga ab. Den verängstigten Menschen wurde vorgespiegelt, es handele sich um eine „Evakuierung“. Der Transport wurde in das Ghetto Kauen in der litauischen Stadt Kaunas umgeleitet, weil das Rigaer Ghetto zu diesem Zeitpunkt überfüllt war. Im Fort IX von Kaunas wurden die Menschen kurz nach ihrer Ankunft am 25. November 1941 von der Einsatzgruppe A unter dem Kommando des SS-Brigadeführers Walter Stahlecker bei einer Massenerschießung ermordet. Bis zum Februar 1945 verließen insgesamt 42 Transporte in unregelmäßigen Abständen München: Zur Vernichtung nach Kaunas, Piaski (bei Lublin) und Auschwitz sowie in das „Alters- und Prominentenghetto“ Theresienstadt. Nach dem Holocaust war das jüdische Leben in München nahezu erloschen. Von einst 12.000 Münchner Juden konnten 7.500 rechtzeitig vor den Nationalsozialisten fliehen. Fast 3.000 wurden in KZs deportiert. Nur 430 überlebende Münchner Juden kehrten 1945 in ihre Heimatstadt zurück.

### Ende der Karriere und Lebensabend

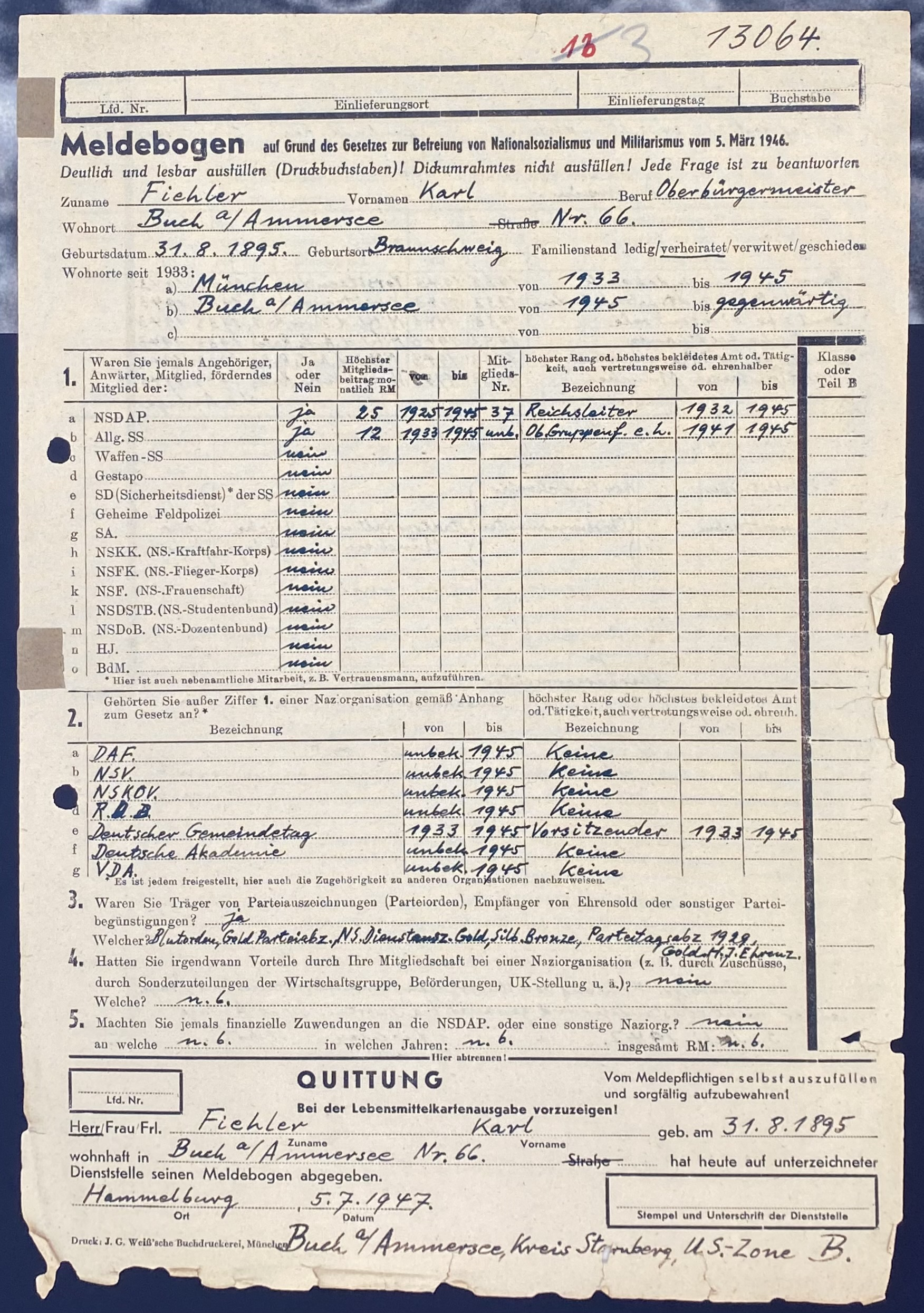
Entnazifizierungsmeldebogen von Karl Fiehler

Am 30. April 1945 erreichten Soldaten der 7. US-Armee den Marienplatz; um 16.05 Uhr wurde ihnen das Rathaus übergeben. Damit endete die NS-Zeit in München. München wurde Teil der US-Besatzungszone. Am 4. Mai 1945 setzten die Amerikaner Karl Scharnagl wieder ins Amt des Oberbürgermeisters ein. Mit dem Einmarsch der US-Truppen setzte sich Fiehler zusammen mit Gauleiter Paul Giesler und weiteren Stabsbeamten nach Traunstein ab. Als am 2. Mai 1945 Hitlers Tod bekannt wurde, entließ Giesler alle, so auch Fiehler, der sich daraufhin zu Fuß über München in sein Landhaus in Buch am Ammersee durchschlug.
Am 14. Januar 1949 wurde Fiehler von der Hauptspruchkammer München als „Aktivist“ eingestuft und zu zwei Jahren im Arbeitslager Hammelburg verurteilt, wo er als Blockfourier tätig war. Zur Verteidigung stellte sich Fiehler als geistig minderbemittelt dar, was aber als unglaubwürdige Schutzbehauptung gewertet wurde. Trotzdem gingen die Richter von einer „geistigen Begrenztheit“ des Angeklagten aus, die es ihm nicht gestattet habe, „politische Verantwortlichkeit und politische Zusammenhänge zu erkennen“.  Die Verurteilung umfasste die Einziehung eines Fünftels seines Vermögens, den Verlust des aktiven und passiven Wahlrechts sowie ein zwölfjähriges Berufsverbot. Als strafmildernd wurde berücksichtigt, dass Fiehler die Sprengung von Isarbrücken durch die Wehrmacht verhindert hatte und damit für München die Strom- und Wasserversorgung gesichert hatte. Die Haft musste Fiehler nicht antreten, da man ihm eine dreieinhalbjährige Internierungszeit anrechnete. Er lebte bis zu seinem Tod 1969 zurückgezogen in Dießen am Ammersee, ab 1. August 1958 in Breitbrunn am Ammersee und arbeitete als Buchhalter.
Fiehlers Ehefrau starb am 17. Dezember 1949. In zweiter Ehe heiratete er eine Witwe mit vier Kindern.
1962 verpflichtete ein Verwaltungsgerichtsbeschluss die Stadt München, Karl Fiehler die Pension eines städtischen Obersekretärs zu zahlen. Diese Stellung hatte er vor seiner Ernennung zum Bürgermeister innegehabt. Fiehler legte gegen diesen Beschluss Berufung ein, um das Ruhegehalt eines Oberbürgermeisters zu erstreiten. 1963 wurde die Berufung vom Bayerischen Verwaltungsgerichtshof verworfen. 1965 bestätigte das Bundesverwaltungsgericht dieses Urteil.

## Ehe und Familie
Fiehler hatte vier Brüder und zwei Schwestern: Werner Fiehler (1889–1952), Johannes Fiehler (1890–1969), Otto Fiehler (1892–1936), Gerhard Fiehler (1893-), Frieda Anna Emma Fiehler (1898–?) und Elisabeth Fiehler (1903–?).
Fiehlers erste Eheschließung erfolgte am 25. September 1918 in München mit Regina Rosina Kiendl (1896–1949). Aus der Ehe gingen die Töchter Emma Regina (* 1919) und Annemarie (* 1923) hervor.
In zweiter Ehe heiratete Fiehler am 2. Mai 1951 in München die Margarete Josephine Maria, verwitwete Roßmann, geborene Perzl (1909–1988).

## Auszeichnungen
- Eisernes Kreuz (1914) II. Klasse
- Verwundetenabzeichen (1918) in Schwarz
- Kriegsverdienstkreuz (1939) II. und I. Klasse
- Goldenes Parteiabzeichen der NSDAP
- „Blutorden“ der NSDAP
- Medaille zur Erinnerung an den 13. März 1938 („Österreichmedaille“)
- Medaille zur Erinnerung an den 1. Oktober 1938 („Sudetenlandmedaille“)
- Dienstauszeichnung der NSDAP in Bronze, Silber und Gold
- SS-Ehrenring
- Ehrendegen des Reichsführers SS